# Jim Gottfridsson
Jim Gottfridsson (Ystad, 2 settembre 1992) è un pallamanista svedese, centrale del Pick Szeged e della nazionale svedese.

## Palmares

### Club

#### Competizioni nazionali
- Handball-Bundesliga: 2

2017-18, 2018-19
- DHB Cup: 1

2014-15
- DHB-Superpokal: 1

2019

#### Competizioni internazionali
- EHF Champions League: 1

2013-14
- EHF European League: 2

2023-24, 2024-25

### Nazionale
- Mondiali:

 Egitto 2021
- Europei:

 Slovacchia e Ungheria 2022
 Croazia 2018
 Germania 2024

### Individuale
- MVP della Handball-Bundesliga: 2020-21[1]

- MVP del campionato europeo: 2018, 2022[2]

- Miglior centrale dei Mondiali: 2021[3]

- Pallamanista svedese dall'anno: 2018[4]